# HMS Glasgow (C21)
A HMS Glasgow a Brit Királyi Haditengerészet Town osztályú könnyűcirkálója volt a második világháború alatt. Ez volt a hetedik hajó, ami ezt a nevet viselte. Több kiemelkedő feladatot is ellátott: 1939-ben vele utazott a király és királyné Kanadába, illetve nagy mennyiségű aranyat is vitt Fort Knoxba.

## A háború korai szakaszában
A háború kitörésekor a Glasgow a 2. Cirkáló Század tagja volt, és főleg az Északi-tengeren őrjáratozott. 1939. novemberben két rombolóval a norvég partok melletti területen próbálták elkapni a Murmanszkból jövő SS Bremen utasszállító hajót, de ez nem sikerült. Viszont 1940. február 12-én elkapta a német Herrlichkeit nevű halászhajót Tromsø-nál. Április 9-én Bergennél több német Ju 88-as és He 111-es is megtámadta, és több ledobott bomba is eltalálta. Április 11-től részt vett a Norvégia megszállását megakadályozni hivatott hadműveletekben; kapitánya, Frank Pegram kulcsszerepet játszott a hadműveletekben. A Glasgow a Sheffielddel és több rombolóval együtt katonákat és tengerészgyalogosokat tett partra Harstadnál és Namsosnál. Április 23-án a Glasgow, a Sheffield, a HMS Galatea és hat romboló a Åndalsnesnél partra tette a 15. Tengerészgyalogos Brigádot. Április 29-én Haakon király, Olaf koronaherceg, a Nygaardsvold-kabinet és Norvégia aranytartaléka rajta hagyta el Norvégiát és hajózott Londonba, az arany pedig később Fort Knoxba.

## Szolgálat a Földközi-tengeren

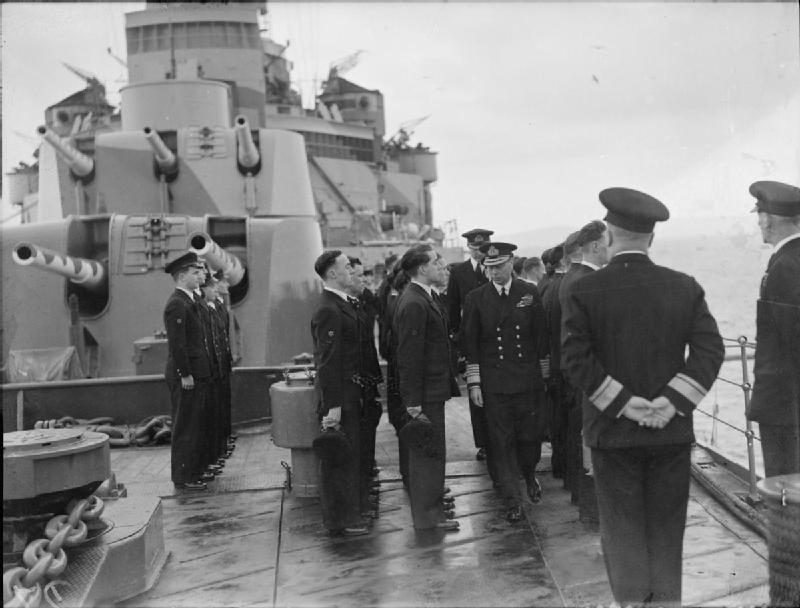
VI. György flottatengernagyi egyenruhát viselve éppen a Glasgow legénységének szemléjén vesz részt Scapa Flow-ban, négynapos látogatása keretében 1943 márciusában. A hajó két első 6"-es (152 mm) lövege is látható

Norvégia eleste után újra hazai vizeken szolgált; július 16-án sűrű ködben véletlenül összeütközött a Scapa Flow felé tartó HMS Imogen rombolóval, mely az ütközés következtében kigyulladt, majd elsüllyedt.
Novemberben áthelyezték a 3. Cirkáló Századhoz Alexandriába. November 14-én a Glasgow, a HMS Berwick, a HMS York és a HMAS Sydney 3 400 katonát tett partra Pireuszban, 26-án pedig a Gloucesterrel és a Yorkkal egy konvojt kísértek Máltáig. December 3-án, miközben a Souda-öbölben horgonyzott, mikor olasz repülőgépek támadták meg. Két torpedótalálatot szenvedett, és súlyosan megsérült; azonban képes volt eljutni Alexandriába, ahol elkezdhették megjavítani. A javítása alatt a HMS Southampton váltotta le.

## A Távol-Keleten
1941. Február 12-én a Glasgow elhagyta Alexandriát, és a Szuezi-csatornán keresztül Ádenbe hajózott és február 18-án csatlakozott a Távol-Keleti Flottához. Még ebben a hónapban az Admiral Scheer elsüllyesztette a Canadian Cruiser és Rantaupandjang nevű rombolókat az Indiai-óceánon; még mielőtt elsüllyedtek, mindkettő le tudott adni vészjeleket. Ezeket a Glasgow fedélzetén sikerült észlelni, és elindultak a német hajót megkeresni. Az egyik Walrus gép nem sokkal ezután meg is találta az Admiral Scheert, a flotta egy része pedig a jelentett hely felé indult, de mire odaértek már csak hűlt helyét találták a nehézcirkálónak. Márciusban a Glasgow, a HMS Caledon és több kisebb hajó két katonakonvojt kísért Szomáliföldre. A partraszállásnál is segítettek a hadihajók: Berberát lőtték, amíg a gyenge olasz ellenállás meg nem szűnt. 1941. december 9-én, nem sokkal éjfél után, a legénység összetévesztette a Brit Indiai Haditengerészet egy motorcsónakját egy ellenséges japán tengeralattjáróval, és elsüllyesztette. A túlélőket kimentették, majd Bombaybe vitték.
1942. március 19-én a WS-16 kódjelű konvojt kísérte a Angliától Dél-Afrikáig. Áprilisban ideiglenes javításokat végeztek rajta Simonstown-ban, majd az USA-ba hajózott további javítás céljából. Ezekkel augusztusban végeztek a New York-i hadikikötő munkásai, majd hazatért, hogy a Scapa Flow-ban állomásozó, és az északi konvojoknak kíséretet adó 10. Cirkáló Század szolgálatába álljon.

## Konvojkíséreti szolgálat és D-nap

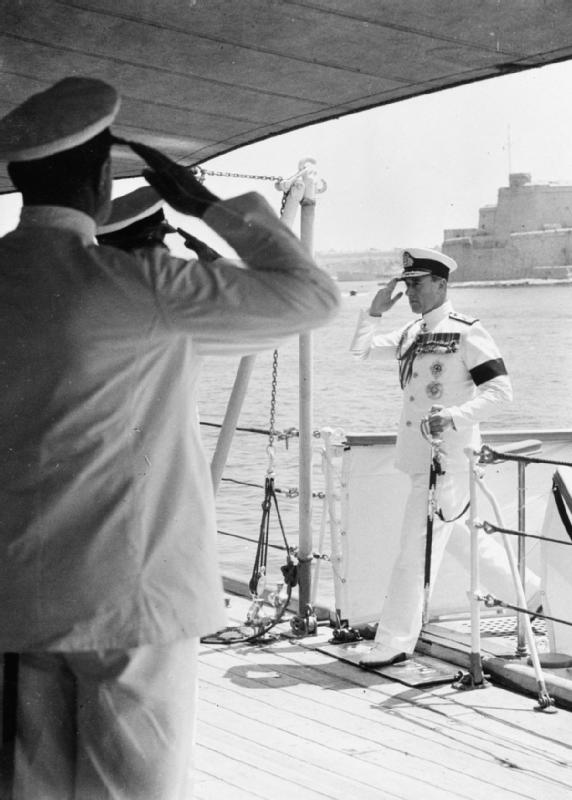
Lajos Ferenc megérkezik a Vallettában horgonyzó Glasgow fedélzetére, hogy átvegye a Mediterrán Flotta parancsnokságát, 1952. május 16.

1943. januárban és februárban konvojkíséreti szolgálatot látott el, márciusban pedig elfogta a tengeri blokádon áttörő Regensburgot a Dánia-szorosnál. A Regensburg legénysége azonban azelőtt elsüllyesztette a hajót, hogy a Glasgow-ról át tudtak volna rá szállni; hat túlélőt mentettek ki. Júniusban és júliusban a Vizcayai-öbölben járőrözött.
1943. decemberben részt vett a blokádon áttörő hajók elleni hadműveletben; az egyik legjelentősebb csata során a Glasgow és a HMS Enterprise három órán keresztül harcolt 11 német romboló ellen, melyekből három elsüllyedt, négy pedig megsérült. Annak ellenére ért vissza Plymouth-ba sértetlenül, hogy többször megtámadta a német légierő.
1944. június 6-án a normandiai partraszállásban segédkezett többek közt a USS Texas-szal és Arkansas-val együtt az Omaha partszakaszon. Június 25-26-án Cherbourgot lőtte; ekkor többször is találatot kapott. Ezután felhajózott a Newcastle-be, hogy a sérüléseit kijavíthassák és több átalakítást végezzenek rajta; ezekkel 1945 májusában végeztek. Az átalakítások főleg légvédelmi fegyverek felszerelését jelentette, és ekkor szerelték ki belőle az "X" lövegét (a hátsó kettő közül a feljebb lévő), mert egyszerűen nem fértek volna el az újabb fegyverek a löveg megtartásával. Augusztusban elhajózott a Távol-Keletre, hogy az ottani flotta zászlóshajója legyen.

## A világháború után
Ezt a posztot egészen 1950-ig töltötte be, majd visszatért az Egyesült Királyságba. 1951-ben áthelyezték a Földközi-tengerre, ahol Lajos Ferenc parancsnoksága alá került. 1955-ben hazatért, és leszerelt. A szuezi válság miatt újra szolgálatba állították, de novemberben újra leszerelt. 1958 márciusában selejtlistára került, július 4-én pedig elvontatták szétbontani. Július 8-án érkezett meg Hughes Bolkow bontójába Blyth-ban.

## Fordítás
- Ez a szócikk részben vagy egészben  a   HMS Glasgow (C21) című angol Wikipédia-szócikk ezen változatának fordításán alapul.  Az eredeti cikk szerkesztőit annak laptörténete sorolja fel. Ez a jelzés csupán a megfogalmazás eredetét és a szerzői jogokat jelzi, nem szolgál a cikkben szereplő információk forrásmegjelöléseként.